# Let It Snow!
Let It Snow! Let It Snow! Let It Snow! (Ook bekend als: Let It Snow!), (Nederlands: Laat het sneeuwen!) is een lied geschreven door de Amerikaanse tekstschrijver Sammy Cahn en componist Jule Styne in juli 1945. Het nummer werd geschreven in Hollywood, en kwam als inspiratie tijdens een hittegolf toen Cahn en Styne zich koelere omstandigheden wensten. Hoewel de tekst geen verwijzing is van Kerstmis, wordt het tijdens de kersttijd op radiostations gedraaid en wordt het vaak door verschillende artiesten op albums als kerstthema behandeld. Op het zuidelijk halfrond kan het echter in de winter worden gespeeld (juni, juli, augustus) en in Nieuw-Zeeland, sommige spelen het in Maori. Het nummer werd in 1945 opgenomen door RCA Records en gezongen door Vaughn Monroe. Het werd een populaire hit en bereikte nummer 1 in de Billboard. Daarnaast is het nummer ook opgenomen door een aantal andere artiesten, waaronder Frank Sinatra en Dean Martin waarvan de versie van Martin de bekendste is. Van het liedje is ook een Duitse versie gemaakt.

## Versie van Frank Sinatra

### Hitnoteringen

#### NederlandseSingle Top 100
| Hitnotering (week 1): 28-12-2013 Hitnotering (week 2 t/m 4): 13-12-2014 t/m 27-12-2014 Hitnotering (week 5 t/m 7): 19-12-2015 t/m 02-01-2016 Hitnotering (week 8 t/m 10): 17-12-2016 t/m 31-12-2016 Hitnotering (week 11): 16-12-2017 Hitnotering (week 12): 30-12-2017 Hitnotering (week 13 t/m 15): 15-12-2018 t/m 29-12-2018 Hitnotering (week 16 t/m 18): 14-12-2019 t/m 28-12-2019 Hitnotering (week 19 t/m 23): 05-12-2020 t/m 02-01-2021 Hitnotering (week 24 t/m 27): 11-12-2021 t/m 01-01-2022 Hitnotering (week 28 t/m 31): 10-12-2022 t/m 31-12-2022 Hitnotering (week 32 t/m 35): 09-12-2023 t/m 30-12-2023 | Hitnotering (week 1): 28-12-2013 Hitnotering (week 2 t/m 4): 13-12-2014 t/m 27-12-2014 Hitnotering (week 5 t/m 7): 19-12-2015 t/m 02-01-2016 Hitnotering (week 8 t/m 10): 17-12-2016 t/m 31-12-2016 Hitnotering (week 11): 16-12-2017 Hitnotering (week 12): 30-12-2017 Hitnotering (week 13 t/m 15): 15-12-2018 t/m 29-12-2018 Hitnotering (week 16 t/m 18): 14-12-2019 t/m 28-12-2019 Hitnotering (week 19 t/m 23): 05-12-2020 t/m 02-01-2021 Hitnotering (week 24 t/m 27): 11-12-2021 t/m 01-01-2022 Hitnotering (week 28 t/m 31): 10-12-2022 t/m 31-12-2022 Hitnotering (week 32 t/m 35): 09-12-2023 t/m 30-12-2023 | Hitnotering (week 1): 28-12-2013 Hitnotering (week 2 t/m 4): 13-12-2014 t/m 27-12-2014 Hitnotering (week 5 t/m 7): 19-12-2015 t/m 02-01-2016 Hitnotering (week 8 t/m 10): 17-12-2016 t/m 31-12-2016 Hitnotering (week 11): 16-12-2017 Hitnotering (week 12): 30-12-2017 Hitnotering (week 13 t/m 15): 15-12-2018 t/m 29-12-2018 Hitnotering (week 16 t/m 18): 14-12-2019 t/m 28-12-2019 Hitnotering (week 19 t/m 23): 05-12-2020 t/m 02-01-2021 Hitnotering (week 24 t/m 27): 11-12-2021 t/m 01-01-2022 Hitnotering (week 28 t/m 31): 10-12-2022 t/m 31-12-2022 Hitnotering (week 32 t/m 35): 09-12-2023 t/m 30-12-2023 | Hitnotering (week 1): 28-12-2013 Hitnotering (week 2 t/m 4): 13-12-2014 t/m 27-12-2014 Hitnotering (week 5 t/m 7): 19-12-2015 t/m 02-01-2016 Hitnotering (week 8 t/m 10): 17-12-2016 t/m 31-12-2016 Hitnotering (week 11): 16-12-2017 Hitnotering (week 12): 30-12-2017 Hitnotering (week 13 t/m 15): 15-12-2018 t/m 29-12-2018 Hitnotering (week 16 t/m 18): 14-12-2019 t/m 28-12-2019 Hitnotering (week 19 t/m 23): 05-12-2020 t/m 02-01-2021 Hitnotering (week 24 t/m 27): 11-12-2021 t/m 01-01-2022 Hitnotering (week 28 t/m 31): 10-12-2022 t/m 31-12-2022 Hitnotering (week 32 t/m 35): 09-12-2023 t/m 30-12-2023 | Hitnotering (week 1): 28-12-2013 Hitnotering (week 2 t/m 4): 13-12-2014 t/m 27-12-2014 Hitnotering (week 5 t/m 7): 19-12-2015 t/m 02-01-2016 Hitnotering (week 8 t/m 10): 17-12-2016 t/m 31-12-2016 Hitnotering (week 11): 16-12-2017 Hitnotering (week 12): 30-12-2017 Hitnotering (week 13 t/m 15): 15-12-2018 t/m 29-12-2018 Hitnotering (week 16 t/m 18): 14-12-2019 t/m 28-12-2019 Hitnotering (week 19 t/m 23): 05-12-2020 t/m 02-01-2021 Hitnotering (week 24 t/m 27): 11-12-2021 t/m 01-01-2022 Hitnotering (week 28 t/m 31): 10-12-2022 t/m 31-12-2022 Hitnotering (week 32 t/m 35): 09-12-2023 t/m 30-12-2023 | Hitnotering (week 1): 28-12-2013 Hitnotering (week 2 t/m 4): 13-12-2014 t/m 27-12-2014 Hitnotering (week 5 t/m 7): 19-12-2015 t/m 02-01-2016 Hitnotering (week 8 t/m 10): 17-12-2016 t/m 31-12-2016 Hitnotering (week 11): 16-12-2017 Hitnotering (week 12): 30-12-2017 Hitnotering (week 13 t/m 15): 15-12-2018 t/m 29-12-2018 Hitnotering (week 16 t/m 18): 14-12-2019 t/m 28-12-2019 Hitnotering (week 19 t/m 23): 05-12-2020 t/m 02-01-2021 Hitnotering (week 24 t/m 27): 11-12-2021 t/m 01-01-2022 Hitnotering (week 28 t/m 31): 10-12-2022 t/m 31-12-2022 Hitnotering (week 32 t/m 35): 09-12-2023 t/m 30-12-2023 | Hitnotering (week 1): 28-12-2013 Hitnotering (week 2 t/m 4): 13-12-2014 t/m 27-12-2014 Hitnotering (week 5 t/m 7): 19-12-2015 t/m 02-01-2016 Hitnotering (week 8 t/m 10): 17-12-2016 t/m 31-12-2016 Hitnotering (week 11): 16-12-2017 Hitnotering (week 12): 30-12-2017 Hitnotering (week 13 t/m 15): 15-12-2018 t/m 29-12-2018 Hitnotering (week 16 t/m 18): 14-12-2019 t/m 28-12-2019 Hitnotering (week 19 t/m 23): 05-12-2020 t/m 02-01-2021 Hitnotering (week 24 t/m 27): 11-12-2021 t/m 01-01-2022 Hitnotering (week 28 t/m 31): 10-12-2022 t/m 31-12-2022 Hitnotering (week 32 t/m 35): 09-12-2023 t/m 30-12-2023 | Hitnotering (week 1): 28-12-2013 Hitnotering (week 2 t/m 4): 13-12-2014 t/m 27-12-2014 Hitnotering (week 5 t/m 7): 19-12-2015 t/m 02-01-2016 Hitnotering (week 8 t/m 10): 17-12-2016 t/m 31-12-2016 Hitnotering (week 11): 16-12-2017 Hitnotering (week 12): 30-12-2017 Hitnotering (week 13 t/m 15): 15-12-2018 t/m 29-12-2018 Hitnotering (week 16 t/m 18): 14-12-2019 t/m 28-12-2019 Hitnotering (week 19 t/m 23): 05-12-2020 t/m 02-01-2021 Hitnotering (week 24 t/m 27): 11-12-2021 t/m 01-01-2022 Hitnotering (week 28 t/m 31): 10-12-2022 t/m 31-12-2022 Hitnotering (week 32 t/m 35): 09-12-2023 t/m 30-12-2023 | Hitnotering (week 1): 28-12-2013 Hitnotering (week 2 t/m 4): 13-12-2014 t/m 27-12-2014 Hitnotering (week 5 t/m 7): 19-12-2015 t/m 02-01-2016 Hitnotering (week 8 t/m 10): 17-12-2016 t/m 31-12-2016 Hitnotering (week 11): 16-12-2017 Hitnotering (week 12): 30-12-2017 Hitnotering (week 13 t/m 15): 15-12-2018 t/m 29-12-2018 Hitnotering (week 16 t/m 18): 14-12-2019 t/m 28-12-2019 Hitnotering (week 19 t/m 23): 05-12-2020 t/m 02-01-2021 Hitnotering (week 24 t/m 27): 11-12-2021 t/m 01-01-2022 Hitnotering (week 28 t/m 31): 10-12-2022 t/m 31-12-2022 Hitnotering (week 32 t/m 35): 09-12-2023 t/m 30-12-2023 | Hitnotering (week 1): 28-12-2013 Hitnotering (week 2 t/m 4): 13-12-2014 t/m 27-12-2014 Hitnotering (week 5 t/m 7): 19-12-2015 t/m 02-01-2016 Hitnotering (week 8 t/m 10): 17-12-2016 t/m 31-12-2016 Hitnotering (week 11): 16-12-2017 Hitnotering (week 12): 30-12-2017 Hitnotering (week 13 t/m 15): 15-12-2018 t/m 29-12-2018 Hitnotering (week 16 t/m 18): 14-12-2019 t/m 28-12-2019 Hitnotering (week 19 t/m 23): 05-12-2020 t/m 02-01-2021 Hitnotering (week 24 t/m 27): 11-12-2021 t/m 01-01-2022 Hitnotering (week 28 t/m 31): 10-12-2022 t/m 31-12-2022 Hitnotering (week 32 t/m 35): 09-12-2023 t/m 30-12-2023 | Hitnotering (week 1): 28-12-2013 Hitnotering (week 2 t/m 4): 13-12-2014 t/m 27-12-2014 Hitnotering (week 5 t/m 7): 19-12-2015 t/m 02-01-2016 Hitnotering (week 8 t/m 10): 17-12-2016 t/m 31-12-2016 Hitnotering (week 11): 16-12-2017 Hitnotering (week 12): 30-12-2017 Hitnotering (week 13 t/m 15): 15-12-2018 t/m 29-12-2018 Hitnotering (week 16 t/m 18): 14-12-2019 t/m 28-12-2019 Hitnotering (week 19 t/m 23): 05-12-2020 t/m 02-01-2021 Hitnotering (week 24 t/m 27): 11-12-2021 t/m 01-01-2022 Hitnotering (week 28 t/m 31): 10-12-2022 t/m 31-12-2022 Hitnotering (week 32 t/m 35): 09-12-2023 t/m 30-12-2023 | Hitnotering (week 1): 28-12-2013 Hitnotering (week 2 t/m 4): 13-12-2014 t/m 27-12-2014 Hitnotering (week 5 t/m 7): 19-12-2015 t/m 02-01-2016 Hitnotering (week 8 t/m 10): 17-12-2016 t/m 31-12-2016 Hitnotering (week 11): 16-12-2017 Hitnotering (week 12): 30-12-2017 Hitnotering (week 13 t/m 15): 15-12-2018 t/m 29-12-2018 Hitnotering (week 16 t/m 18): 14-12-2019 t/m 28-12-2019 Hitnotering (week 19 t/m 23): 05-12-2020 t/m 02-01-2021 Hitnotering (week 24 t/m 27): 11-12-2021 t/m 01-01-2022 Hitnotering (week 28 t/m 31): 10-12-2022 t/m 31-12-2022 Hitnotering (week 32 t/m 35): 09-12-2023 t/m 30-12-2023 | Hitnotering (week 1): 28-12-2013 Hitnotering (week 2 t/m 4): 13-12-2014 t/m 27-12-2014 Hitnotering (week 5 t/m 7): 19-12-2015 t/m 02-01-2016 Hitnotering (week 8 t/m 10): 17-12-2016 t/m 31-12-2016 Hitnotering (week 11): 16-12-2017 Hitnotering (week 12): 30-12-2017 Hitnotering (week 13 t/m 15): 15-12-2018 t/m 29-12-2018 Hitnotering (week 16 t/m 18): 14-12-2019 t/m 28-12-2019 Hitnotering (week 19 t/m 23): 05-12-2020 t/m 02-01-2021 Hitnotering (week 24 t/m 27): 11-12-2021 t/m 01-01-2022 Hitnotering (week 28 t/m 31): 10-12-2022 t/m 31-12-2022 Hitnotering (week 32 t/m 35): 09-12-2023 t/m 30-12-2023 | Hitnotering (week 1): 28-12-2013 Hitnotering (week 2 t/m 4): 13-12-2014 t/m 27-12-2014 Hitnotering (week 5 t/m 7): 19-12-2015 t/m 02-01-2016 Hitnotering (week 8 t/m 10): 17-12-2016 t/m 31-12-2016 Hitnotering (week 11): 16-12-2017 Hitnotering (week 12): 30-12-2017 Hitnotering (week 13 t/m 15): 15-12-2018 t/m 29-12-2018 Hitnotering (week 16 t/m 18): 14-12-2019 t/m 28-12-2019 Hitnotering (week 19 t/m 23): 05-12-2020 t/m 02-01-2021 Hitnotering (week 24 t/m 27): 11-12-2021 t/m 01-01-2022 Hitnotering (week 28 t/m 31): 10-12-2022 t/m 31-12-2022 Hitnotering (week 32 t/m 35): 09-12-2023 t/m 30-12-2023 | Hitnotering (week 1): 28-12-2013 Hitnotering (week 2 t/m 4): 13-12-2014 t/m 27-12-2014 Hitnotering (week 5 t/m 7): 19-12-2015 t/m 02-01-2016 Hitnotering (week 8 t/m 10): 17-12-2016 t/m 31-12-2016 Hitnotering (week 11): 16-12-2017 Hitnotering (week 12): 30-12-2017 Hitnotering (week 13 t/m 15): 15-12-2018 t/m 29-12-2018 Hitnotering (week 16 t/m 18): 14-12-2019 t/m 28-12-2019 Hitnotering (week 19 t/m 23): 05-12-2020 t/m 02-01-2021 Hitnotering (week 24 t/m 27): 11-12-2021 t/m 01-01-2022 Hitnotering (week 28 t/m 31): 10-12-2022 t/m 31-12-2022 Hitnotering (week 32 t/m 35): 09-12-2023 t/m 30-12-2023 | Hitnotering (week 1): 28-12-2013 Hitnotering (week 2 t/m 4): 13-12-2014 t/m 27-12-2014 Hitnotering (week 5 t/m 7): 19-12-2015 t/m 02-01-2016 Hitnotering (week 8 t/m 10): 17-12-2016 t/m 31-12-2016 Hitnotering (week 11): 16-12-2017 Hitnotering (week 12): 30-12-2017 Hitnotering (week 13 t/m 15): 15-12-2018 t/m 29-12-2018 Hitnotering (week 16 t/m 18): 14-12-2019 t/m 28-12-2019 Hitnotering (week 19 t/m 23): 05-12-2020 t/m 02-01-2021 Hitnotering (week 24 t/m 27): 11-12-2021 t/m 01-01-2022 Hitnotering (week 28 t/m 31): 10-12-2022 t/m 31-12-2022 Hitnotering (week 32 t/m 35): 09-12-2023 t/m 30-12-2023 | Hitnotering (week 1): 28-12-2013 Hitnotering (week 2 t/m 4): 13-12-2014 t/m 27-12-2014 Hitnotering (week 5 t/m 7): 19-12-2015 t/m 02-01-2016 Hitnotering (week 8 t/m 10): 17-12-2016 t/m 31-12-2016 Hitnotering (week 11): 16-12-2017 Hitnotering (week 12): 30-12-2017 Hitnotering (week 13 t/m 15): 15-12-2018 t/m 29-12-2018 Hitnotering (week 16 t/m 18): 14-12-2019 t/m 28-12-2019 Hitnotering (week 19 t/m 23): 05-12-2020 t/m 02-01-2021 Hitnotering (week 24 t/m 27): 11-12-2021 t/m 01-01-2022 Hitnotering (week 28 t/m 31): 10-12-2022 t/m 31-12-2022 Hitnotering (week 32 t/m 35): 09-12-2023 t/m 30-12-2023 | Hitnotering (week 1): 28-12-2013 Hitnotering (week 2 t/m 4): 13-12-2014 t/m 27-12-2014 Hitnotering (week 5 t/m 7): 19-12-2015 t/m 02-01-2016 Hitnotering (week 8 t/m 10): 17-12-2016 t/m 31-12-2016 Hitnotering (week 11): 16-12-2017 Hitnotering (week 12): 30-12-2017 Hitnotering (week 13 t/m 15): 15-12-2018 t/m 29-12-2018 Hitnotering (week 16 t/m 18): 14-12-2019 t/m 28-12-2019 Hitnotering (week 19 t/m 23): 05-12-2020 t/m 02-01-2021 Hitnotering (week 24 t/m 27): 11-12-2021 t/m 01-01-2022 Hitnotering (week 28 t/m 31): 10-12-2022 t/m 31-12-2022 Hitnotering (week 32 t/m 35): 09-12-2023 t/m 30-12-2023 | Hitnotering (week 1): 28-12-2013 Hitnotering (week 2 t/m 4): 13-12-2014 t/m 27-12-2014 Hitnotering (week 5 t/m 7): 19-12-2015 t/m 02-01-2016 Hitnotering (week 8 t/m 10): 17-12-2016 t/m 31-12-2016 Hitnotering (week 11): 16-12-2017 Hitnotering (week 12): 30-12-2017 Hitnotering (week 13 t/m 15): 15-12-2018 t/m 29-12-2018 Hitnotering (week 16 t/m 18): 14-12-2019 t/m 28-12-2019 Hitnotering (week 19 t/m 23): 05-12-2020 t/m 02-01-2021 Hitnotering (week 24 t/m 27): 11-12-2021 t/m 01-01-2022 Hitnotering (week 28 t/m 31): 10-12-2022 t/m 31-12-2022 Hitnotering (week 32 t/m 35): 09-12-2023 t/m 30-12-2023 | Hitnotering (week 1): 28-12-2013 Hitnotering (week 2 t/m 4): 13-12-2014 t/m 27-12-2014 Hitnotering (week 5 t/m 7): 19-12-2015 t/m 02-01-2016 Hitnotering (week 8 t/m 10): 17-12-2016 t/m 31-12-2016 Hitnotering (week 11): 16-12-2017 Hitnotering (week 12): 30-12-2017 Hitnotering (week 13 t/m 15): 15-12-2018 t/m 29-12-2018 Hitnotering (week 16 t/m 18): 14-12-2019 t/m 28-12-2019 Hitnotering (week 19 t/m 23): 05-12-2020 t/m 02-01-2021 Hitnotering (week 24 t/m 27): 11-12-2021 t/m 01-01-2022 Hitnotering (week 28 t/m 31): 10-12-2022 t/m 31-12-2022 Hitnotering (week 32 t/m 35): 09-12-2023 t/m 30-12-2023 | Hitnotering (week 1): 28-12-2013 Hitnotering (week 2 t/m 4): 13-12-2014 t/m 27-12-2014 Hitnotering (week 5 t/m 7): 19-12-2015 t/m 02-01-2016 Hitnotering (week 8 t/m 10): 17-12-2016 t/m 31-12-2016 Hitnotering (week 11): 16-12-2017 Hitnotering (week 12): 30-12-2017 Hitnotering (week 13 t/m 15): 15-12-2018 t/m 29-12-2018 Hitnotering (week 16 t/m 18): 14-12-2019 t/m 28-12-2019 Hitnotering (week 19 t/m 23): 05-12-2020 t/m 02-01-2021 Hitnotering (week 24 t/m 27): 11-12-2021 t/m 01-01-2022 Hitnotering (week 28 t/m 31): 10-12-2022 t/m 31-12-2022 Hitnotering (week 32 t/m 35): 09-12-2023 t/m 30-12-2023 | Hitnotering (week 1): 28-12-2013 Hitnotering (week 2 t/m 4): 13-12-2014 t/m 27-12-2014 Hitnotering (week 5 t/m 7): 19-12-2015 t/m 02-01-2016 Hitnotering (week 8 t/m 10): 17-12-2016 t/m 31-12-2016 Hitnotering (week 11): 16-12-2017 Hitnotering (week 12): 30-12-2017 Hitnotering (week 13 t/m 15): 15-12-2018 t/m 29-12-2018 Hitnotering (week 16 t/m 18): 14-12-2019 t/m 28-12-2019 Hitnotering (week 19 t/m 23): 05-12-2020 t/m 02-01-2021 Hitnotering (week 24 t/m 27): 11-12-2021 t/m 01-01-2022 Hitnotering (week 28 t/m 31): 10-12-2022 t/m 31-12-2022 Hitnotering (week 32 t/m 35): 09-12-2023 t/m 30-12-2023 | Hitnotering (week 1): 28-12-2013 Hitnotering (week 2 t/m 4): 13-12-2014 t/m 27-12-2014 Hitnotering (week 5 t/m 7): 19-12-2015 t/m 02-01-2016 Hitnotering (week 8 t/m 10): 17-12-2016 t/m 31-12-2016 Hitnotering (week 11): 16-12-2017 Hitnotering (week 12): 30-12-2017 Hitnotering (week 13 t/m 15): 15-12-2018 t/m 29-12-2018 Hitnotering (week 16 t/m 18): 14-12-2019 t/m 28-12-2019 Hitnotering (week 19 t/m 23): 05-12-2020 t/m 02-01-2021 Hitnotering (week 24 t/m 27): 11-12-2021 t/m 01-01-2022 Hitnotering (week 28 t/m 31): 10-12-2022 t/m 31-12-2022 Hitnotering (week 32 t/m 35): 09-12-2023 t/m 30-12-2023 | Hitnotering (week 1): 28-12-2013 Hitnotering (week 2 t/m 4): 13-12-2014 t/m 27-12-2014 Hitnotering (week 5 t/m 7): 19-12-2015 t/m 02-01-2016 Hitnotering (week 8 t/m 10): 17-12-2016 t/m 31-12-2016 Hitnotering (week 11): 16-12-2017 Hitnotering (week 12): 30-12-2017 Hitnotering (week 13 t/m 15): 15-12-2018 t/m 29-12-2018 Hitnotering (week 16 t/m 18): 14-12-2019 t/m 28-12-2019 Hitnotering (week 19 t/m 23): 05-12-2020 t/m 02-01-2021 Hitnotering (week 24 t/m 27): 11-12-2021 t/m 01-01-2022 Hitnotering (week 28 t/m 31): 10-12-2022 t/m 31-12-2022 Hitnotering (week 32 t/m 35): 09-12-2023 t/m 30-12-2023 | Hitnotering (week 1): 28-12-2013 Hitnotering (week 2 t/m 4): 13-12-2014 t/m 27-12-2014 Hitnotering (week 5 t/m 7): 19-12-2015 t/m 02-01-2016 Hitnotering (week 8 t/m 10): 17-12-2016 t/m 31-12-2016 Hitnotering (week 11): 16-12-2017 Hitnotering (week 12): 30-12-2017 Hitnotering (week 13 t/m 15): 15-12-2018 t/m 29-12-2018 Hitnotering (week 16 t/m 18): 14-12-2019 t/m 28-12-2019 Hitnotering (week 19 t/m 23): 05-12-2020 t/m 02-01-2021 Hitnotering (week 24 t/m 27): 11-12-2021 t/m 01-01-2022 Hitnotering (week 28 t/m 31): 10-12-2022 t/m 31-12-2022 Hitnotering (week 32 t/m 35): 09-12-2023 t/m 30-12-2023 |
| Week: | 1 | | 2 | 3 | 4 | | 5 | 6 | 7 | | 8 | 9 | 10 | | 11 | | 12 | | 13 | 14 | 15 | | 16 | 17 |
| --- | --- | --- | --- | --- | --- | --- | --- | --- | --- | --- | --- | --- | --- | --- | --- | --- | --- | --- | --- | --- | --- | --- | --- | --- |
| Positie: | 79 | uit | 98 | 83 | 71 | uit | 100 | 82 | 51 | uit | 95 | 80 | 42 | uit | 84 | uit | 59 | uit | 80 | 69 | 37 | uit | 86 | 79 |
| Week: | 18 | | 19 | 20 | 21 | 22 | 23 | | 24 | 25 | 26 | 27 | | 28 | 29 | 30 | 31 | | 32 | 33 | 34 | 35 | | |
| Positie: | 26 | uit | 98 | 48 | 37 | 30 | 17 | uit | 60 | 43 | 32 | 16 | uit | 50 | 29 | 30 | 20 | uit | 50 | 32 | 31 | 22 | uit | |

#### VlaamseUltratop 50
| Hitnotering (week 1): 31-12-2022 Hitnotering (week 2): 30-12-2023 | Hitnotering (week 1): 31-12-2022 Hitnotering (week 2): 30-12-2023 | Hitnotering (week 1): 31-12-2022 Hitnotering (week 2): 30-12-2023 | Hitnotering (week 1): 31-12-2022 Hitnotering (week 2): 30-12-2023 | Hitnotering (week 1): 31-12-2022 Hitnotering (week 2): 30-12-2023 |
| Week:                                                             | 1                                                                 |                                                                   | 2                                                                 |                                                                   |
| ----------------------------------------------------------------- | ----------------------------------------------------------------- | ----------------------------------------------------------------- | ----------------------------------------------------------------- | ----------------------------------------------------------------- |
| Positie:                                                          | 45                                                                | uit                                                               | 36                                                                | uit                                                               |

## Versie van Dean Martin

### Hitnoteringen

#### NederlandseSingle Top 100
| Hitnotering (week 1 t/m 2): 22-12-2018 t/m 29-12-2018 Hitnotering (week 3): 28-12-2019 Hitnotering (week 4 t/m 8): 05-12-2020 t/m 02-01-2021 Hitnotering (week 9 t/m 11): 18-12-2021 t/m 01-01-2022 Hitnotering (week 12 t/m 15): 10-12-2022 t/m 31-12-2022 Hitnotering (week 16 t/m 20): 02-12-2023 t/m 30-12-2023 | Hitnotering (week 1 t/m 2): 22-12-2018 t/m 29-12-2018 Hitnotering (week 3): 28-12-2019 Hitnotering (week 4 t/m 8): 05-12-2020 t/m 02-01-2021 Hitnotering (week 9 t/m 11): 18-12-2021 t/m 01-01-2022 Hitnotering (week 12 t/m 15): 10-12-2022 t/m 31-12-2022 Hitnotering (week 16 t/m 20): 02-12-2023 t/m 30-12-2023 | Hitnotering (week 1 t/m 2): 22-12-2018 t/m 29-12-2018 Hitnotering (week 3): 28-12-2019 Hitnotering (week 4 t/m 8): 05-12-2020 t/m 02-01-2021 Hitnotering (week 9 t/m 11): 18-12-2021 t/m 01-01-2022 Hitnotering (week 12 t/m 15): 10-12-2022 t/m 31-12-2022 Hitnotering (week 16 t/m 20): 02-12-2023 t/m 30-12-2023 | Hitnotering (week 1 t/m 2): 22-12-2018 t/m 29-12-2018 Hitnotering (week 3): 28-12-2019 Hitnotering (week 4 t/m 8): 05-12-2020 t/m 02-01-2021 Hitnotering (week 9 t/m 11): 18-12-2021 t/m 01-01-2022 Hitnotering (week 12 t/m 15): 10-12-2022 t/m 31-12-2022 Hitnotering (week 16 t/m 20): 02-12-2023 t/m 30-12-2023 | Hitnotering (week 1 t/m 2): 22-12-2018 t/m 29-12-2018 Hitnotering (week 3): 28-12-2019 Hitnotering (week 4 t/m 8): 05-12-2020 t/m 02-01-2021 Hitnotering (week 9 t/m 11): 18-12-2021 t/m 01-01-2022 Hitnotering (week 12 t/m 15): 10-12-2022 t/m 31-12-2022 Hitnotering (week 16 t/m 20): 02-12-2023 t/m 30-12-2023 | Hitnotering (week 1 t/m 2): 22-12-2018 t/m 29-12-2018 Hitnotering (week 3): 28-12-2019 Hitnotering (week 4 t/m 8): 05-12-2020 t/m 02-01-2021 Hitnotering (week 9 t/m 11): 18-12-2021 t/m 01-01-2022 Hitnotering (week 12 t/m 15): 10-12-2022 t/m 31-12-2022 Hitnotering (week 16 t/m 20): 02-12-2023 t/m 30-12-2023 | Hitnotering (week 1 t/m 2): 22-12-2018 t/m 29-12-2018 Hitnotering (week 3): 28-12-2019 Hitnotering (week 4 t/m 8): 05-12-2020 t/m 02-01-2021 Hitnotering (week 9 t/m 11): 18-12-2021 t/m 01-01-2022 Hitnotering (week 12 t/m 15): 10-12-2022 t/m 31-12-2022 Hitnotering (week 16 t/m 20): 02-12-2023 t/m 30-12-2023 | Hitnotering (week 1 t/m 2): 22-12-2018 t/m 29-12-2018 Hitnotering (week 3): 28-12-2019 Hitnotering (week 4 t/m 8): 05-12-2020 t/m 02-01-2021 Hitnotering (week 9 t/m 11): 18-12-2021 t/m 01-01-2022 Hitnotering (week 12 t/m 15): 10-12-2022 t/m 31-12-2022 Hitnotering (week 16 t/m 20): 02-12-2023 t/m 30-12-2023 | Hitnotering (week 1 t/m 2): 22-12-2018 t/m 29-12-2018 Hitnotering (week 3): 28-12-2019 Hitnotering (week 4 t/m 8): 05-12-2020 t/m 02-01-2021 Hitnotering (week 9 t/m 11): 18-12-2021 t/m 01-01-2022 Hitnotering (week 12 t/m 15): 10-12-2022 t/m 31-12-2022 Hitnotering (week 16 t/m 20): 02-12-2023 t/m 30-12-2023 | Hitnotering (week 1 t/m 2): 22-12-2018 t/m 29-12-2018 Hitnotering (week 3): 28-12-2019 Hitnotering (week 4 t/m 8): 05-12-2020 t/m 02-01-2021 Hitnotering (week 9 t/m 11): 18-12-2021 t/m 01-01-2022 Hitnotering (week 12 t/m 15): 10-12-2022 t/m 31-12-2022 Hitnotering (week 16 t/m 20): 02-12-2023 t/m 30-12-2023 | Hitnotering (week 1 t/m 2): 22-12-2018 t/m 29-12-2018 Hitnotering (week 3): 28-12-2019 Hitnotering (week 4 t/m 8): 05-12-2020 t/m 02-01-2021 Hitnotering (week 9 t/m 11): 18-12-2021 t/m 01-01-2022 Hitnotering (week 12 t/m 15): 10-12-2022 t/m 31-12-2022 Hitnotering (week 16 t/m 20): 02-12-2023 t/m 30-12-2023 | Hitnotering (week 1 t/m 2): 22-12-2018 t/m 29-12-2018 Hitnotering (week 3): 28-12-2019 Hitnotering (week 4 t/m 8): 05-12-2020 t/m 02-01-2021 Hitnotering (week 9 t/m 11): 18-12-2021 t/m 01-01-2022 Hitnotering (week 12 t/m 15): 10-12-2022 t/m 31-12-2022 Hitnotering (week 16 t/m 20): 02-12-2023 t/m 30-12-2023 | Hitnotering (week 1 t/m 2): 22-12-2018 t/m 29-12-2018 Hitnotering (week 3): 28-12-2019 Hitnotering (week 4 t/m 8): 05-12-2020 t/m 02-01-2021 Hitnotering (week 9 t/m 11): 18-12-2021 t/m 01-01-2022 Hitnotering (week 12 t/m 15): 10-12-2022 t/m 31-12-2022 Hitnotering (week 16 t/m 20): 02-12-2023 t/m 30-12-2023 | Hitnotering (week 1 t/m 2): 22-12-2018 t/m 29-12-2018 Hitnotering (week 3): 28-12-2019 Hitnotering (week 4 t/m 8): 05-12-2020 t/m 02-01-2021 Hitnotering (week 9 t/m 11): 18-12-2021 t/m 01-01-2022 Hitnotering (week 12 t/m 15): 10-12-2022 t/m 31-12-2022 Hitnotering (week 16 t/m 20): 02-12-2023 t/m 30-12-2023 | Hitnotering (week 1 t/m 2): 22-12-2018 t/m 29-12-2018 Hitnotering (week 3): 28-12-2019 Hitnotering (week 4 t/m 8): 05-12-2020 t/m 02-01-2021 Hitnotering (week 9 t/m 11): 18-12-2021 t/m 01-01-2022 Hitnotering (week 12 t/m 15): 10-12-2022 t/m 31-12-2022 Hitnotering (week 16 t/m 20): 02-12-2023 t/m 30-12-2023 | Hitnotering (week 1 t/m 2): 22-12-2018 t/m 29-12-2018 Hitnotering (week 3): 28-12-2019 Hitnotering (week 4 t/m 8): 05-12-2020 t/m 02-01-2021 Hitnotering (week 9 t/m 11): 18-12-2021 t/m 01-01-2022 Hitnotering (week 12 t/m 15): 10-12-2022 t/m 31-12-2022 Hitnotering (week 16 t/m 20): 02-12-2023 t/m 30-12-2023 | Hitnotering (week 1 t/m 2): 22-12-2018 t/m 29-12-2018 Hitnotering (week 3): 28-12-2019 Hitnotering (week 4 t/m 8): 05-12-2020 t/m 02-01-2021 Hitnotering (week 9 t/m 11): 18-12-2021 t/m 01-01-2022 Hitnotering (week 12 t/m 15): 10-12-2022 t/m 31-12-2022 Hitnotering (week 16 t/m 20): 02-12-2023 t/m 30-12-2023 | Hitnotering (week 1 t/m 2): 22-12-2018 t/m 29-12-2018 Hitnotering (week 3): 28-12-2019 Hitnotering (week 4 t/m 8): 05-12-2020 t/m 02-01-2021 Hitnotering (week 9 t/m 11): 18-12-2021 t/m 01-01-2022 Hitnotering (week 12 t/m 15): 10-12-2022 t/m 31-12-2022 Hitnotering (week 16 t/m 20): 02-12-2023 t/m 30-12-2023 | Hitnotering (week 1 t/m 2): 22-12-2018 t/m 29-12-2018 Hitnotering (week 3): 28-12-2019 Hitnotering (week 4 t/m 8): 05-12-2020 t/m 02-01-2021 Hitnotering (week 9 t/m 11): 18-12-2021 t/m 01-01-2022 Hitnotering (week 12 t/m 15): 10-12-2022 t/m 31-12-2022 Hitnotering (week 16 t/m 20): 02-12-2023 t/m 30-12-2023 | Hitnotering (week 1 t/m 2): 22-12-2018 t/m 29-12-2018 Hitnotering (week 3): 28-12-2019 Hitnotering (week 4 t/m 8): 05-12-2020 t/m 02-01-2021 Hitnotering (week 9 t/m 11): 18-12-2021 t/m 01-01-2022 Hitnotering (week 12 t/m 15): 10-12-2022 t/m 31-12-2022 Hitnotering (week 16 t/m 20): 02-12-2023 t/m 30-12-2023 | Hitnotering (week 1 t/m 2): 22-12-2018 t/m 29-12-2018 Hitnotering (week 3): 28-12-2019 Hitnotering (week 4 t/m 8): 05-12-2020 t/m 02-01-2021 Hitnotering (week 9 t/m 11): 18-12-2021 t/m 01-01-2022 Hitnotering (week 12 t/m 15): 10-12-2022 t/m 31-12-2022 Hitnotering (week 16 t/m 20): 02-12-2023 t/m 30-12-2023 | Hitnotering (week 1 t/m 2): 22-12-2018 t/m 29-12-2018 Hitnotering (week 3): 28-12-2019 Hitnotering (week 4 t/m 8): 05-12-2020 t/m 02-01-2021 Hitnotering (week 9 t/m 11): 18-12-2021 t/m 01-01-2022 Hitnotering (week 12 t/m 15): 10-12-2022 t/m 31-12-2022 Hitnotering (week 16 t/m 20): 02-12-2023 t/m 30-12-2023 | Hitnotering (week 1 t/m 2): 22-12-2018 t/m 29-12-2018 Hitnotering (week 3): 28-12-2019 Hitnotering (week 4 t/m 8): 05-12-2020 t/m 02-01-2021 Hitnotering (week 9 t/m 11): 18-12-2021 t/m 01-01-2022 Hitnotering (week 12 t/m 15): 10-12-2022 t/m 31-12-2022 Hitnotering (week 16 t/m 20): 02-12-2023 t/m 30-12-2023 | Hitnotering (week 1 t/m 2): 22-12-2018 t/m 29-12-2018 Hitnotering (week 3): 28-12-2019 Hitnotering (week 4 t/m 8): 05-12-2020 t/m 02-01-2021 Hitnotering (week 9 t/m 11): 18-12-2021 t/m 01-01-2022 Hitnotering (week 12 t/m 15): 10-12-2022 t/m 31-12-2022 Hitnotering (week 16 t/m 20): 02-12-2023 t/m 30-12-2023 | Hitnotering (week 1 t/m 2): 22-12-2018 t/m 29-12-2018 Hitnotering (week 3): 28-12-2019 Hitnotering (week 4 t/m 8): 05-12-2020 t/m 02-01-2021 Hitnotering (week 9 t/m 11): 18-12-2021 t/m 01-01-2022 Hitnotering (week 12 t/m 15): 10-12-2022 t/m 31-12-2022 Hitnotering (week 16 t/m 20): 02-12-2023 t/m 30-12-2023 | Hitnotering (week 1 t/m 2): 22-12-2018 t/m 29-12-2018 Hitnotering (week 3): 28-12-2019 Hitnotering (week 4 t/m 8): 05-12-2020 t/m 02-01-2021 Hitnotering (week 9 t/m 11): 18-12-2021 t/m 01-01-2022 Hitnotering (week 12 t/m 15): 10-12-2022 t/m 31-12-2022 Hitnotering (week 16 t/m 20): 02-12-2023 t/m 30-12-2023 | Hitnotering (week 1 t/m 2): 22-12-2018 t/m 29-12-2018 Hitnotering (week 3): 28-12-2019 Hitnotering (week 4 t/m 8): 05-12-2020 t/m 02-01-2021 Hitnotering (week 9 t/m 11): 18-12-2021 t/m 01-01-2022 Hitnotering (week 12 t/m 15): 10-12-2022 t/m 31-12-2022 Hitnotering (week 16 t/m 20): 02-12-2023 t/m 30-12-2023 |
| Week: | 1 | 2 | | 3 | | 4 | 5 | 6 | 7 | 8 | | 9 | 10 | 11 | | 12 | 13 | 14 | 15 | | 16 | 17 | 18 | 19 | 20 | |
| --- | --- | --- | --- | --- | --- | --- | --- | --- | --- | --- | --- | --- | --- | --- | --- | --- | --- | --- | --- | --- | --- | --- | --- | --- | --- | --- |
| Positie: | 61 | 31 | uit | 46 | uit | 100 | 56 | 51 | 37 | 24 | uit | 81 | 58 | 40 | uit | 63 | 31 | 28 | 17 | uit | 74 | 33 | 27 | 22 | 15 | uit |

#### VlaamseUltratop 50
| Hitnotering (week 1): 31-12-2022 Hitnotering (week 2): 30-12-2023 | Hitnotering (week 1): 31-12-2022 Hitnotering (week 2): 30-12-2023 | Hitnotering (week 1): 31-12-2022 Hitnotering (week 2): 30-12-2023 | Hitnotering (week 1): 31-12-2022 Hitnotering (week 2): 30-12-2023 | Hitnotering (week 1): 31-12-2022 Hitnotering (week 2): 30-12-2023 |
| Week:                                                             | 1                                                                 |                                                                   | 2                                                                 |                                                                   |
| ----------------------------------------------------------------- | ----------------------------------------------------------------- | ----------------------------------------------------------------- | ----------------------------------------------------------------- | ----------------------------------------------------------------- |
| Positie:                                                          | 25                                                                | uit                                                               | 18                                                                | uit                                                               |

## Versie van Michael Bublé
In 2003 bracht de Canadese zanger Michael Bublé een versie uit van het nummer op zijn ep Let It Snow!

### Hitnoteringen

#### NederlandseSingle Top 100
| Hitnotering (week 1 t/m 2): 27-12-2008 t/m 03-01-2009 Hitnotering (week 3 t/m 5): 19-12-2009 t/m 02-01-2010 Hitnotering (week 6): 25-12-2010 | Hitnotering (week 1 t/m 2): 27-12-2008 t/m 03-01-2009 Hitnotering (week 3 t/m 5): 19-12-2009 t/m 02-01-2010 Hitnotering (week 6): 25-12-2010 | Hitnotering (week 1 t/m 2): 27-12-2008 t/m 03-01-2009 Hitnotering (week 3 t/m 5): 19-12-2009 t/m 02-01-2010 Hitnotering (week 6): 25-12-2010 | Hitnotering (week 1 t/m 2): 27-12-2008 t/m 03-01-2009 Hitnotering (week 3 t/m 5): 19-12-2009 t/m 02-01-2010 Hitnotering (week 6): 25-12-2010 | Hitnotering (week 1 t/m 2): 27-12-2008 t/m 03-01-2009 Hitnotering (week 3 t/m 5): 19-12-2009 t/m 02-01-2010 Hitnotering (week 6): 25-12-2010 | Hitnotering (week 1 t/m 2): 27-12-2008 t/m 03-01-2009 Hitnotering (week 3 t/m 5): 19-12-2009 t/m 02-01-2010 Hitnotering (week 6): 25-12-2010 | Hitnotering (week 1 t/m 2): 27-12-2008 t/m 03-01-2009 Hitnotering (week 3 t/m 5): 19-12-2009 t/m 02-01-2010 Hitnotering (week 6): 25-12-2010 | Hitnotering (week 1 t/m 2): 27-12-2008 t/m 03-01-2009 Hitnotering (week 3 t/m 5): 19-12-2009 t/m 02-01-2010 Hitnotering (week 6): 25-12-2010 | Hitnotering (week 1 t/m 2): 27-12-2008 t/m 03-01-2009 Hitnotering (week 3 t/m 5): 19-12-2009 t/m 02-01-2010 Hitnotering (week 6): 25-12-2010 | Hitnotering (week 1 t/m 2): 27-12-2008 t/m 03-01-2009 Hitnotering (week 3 t/m 5): 19-12-2009 t/m 02-01-2010 Hitnotering (week 6): 25-12-2010 |
| Week: | 1 | 2 | | 3 | 4 | 5 | | 6 | |
| --- | --- | --- | --- | --- | --- | --- | --- | --- | --- |
| Positie: | 56 | 79 | uit | 96 | 68 | 72 | uit | 85 | uit |